# Desertobia kozlovae
Desertobia kozlovae är en fjärilsart som beskrevs av Jaan Viidalepp 1989. Desertobia kozlovae ingår i släktet Desertobia och familjen mätare. Inga underarter finns listade i Catalogue of Life.